# Batalla de Sao del Indio
La Batalla de Sao del Indio fue un suceso bélico que tuvo lugar el 31 de agosto de 1895 en la Provincia de Oriente de Cuba, en el contexto de la Guerra Necesaria (1895-1898).

## Antecedentes históricos
Ni la Guerra de los Diez Años (1868-1878), ni la Guerra Chiquita (1879-1880), habían logrado conseguir el objetivo principal que se habían propuesto quienes las iniciaron: La independencia total y definitiva de la isla de Cuba de su potencia colonial, España.
Entre 1880 y 1895, Cuba se adentra en el período de su historia que ha pasado a ser conocido como la Tregua Fecunda, también conocido como el “Reposo turbulento”, pues fue una época de relativa paz y prosperidad económica en la colonia, aunque matizada por levantamientos e insurrecciones intermitentes, que no lograron consolidarse lo suficiente como para ser considerados como nuevas guerras de independencia.

## Contexto histórico
Una vez iniciada la década de 1890, los cubanos exiliados o emigrados, en su mayoría establecidos en los Estados Unidos, comienzan a agruparse en torno a la figura, cada vez más prominente, de José Martí.
En dicho contexto, se funda el Partido Revolucionario Cubano (PRC), el 10 de abril de 1892, como partido único que agrupaba a todos los cubanos y no-cubanos que deseaban la independencia total de Cuba, con el objetivo adicional de auxiliar también la de Puerto Rico.
Con Martí como Delegado (Jefe) del Partido, se decide nombrar a los generales Máximo Gómez y Antonio Maceo, como jefes primero y segundo, respectivamente, de la futura tercera guerra de independencia cubana que se estaba planeando. Esto ocurrió en 1893.
Ya para finales de 1894, todas las condiciones materiales y organizativas parecían estar bien preparadas, tanto dentro como fuera de la isla, para dar inicio a la nueva guerra. Sin embargo, el fracaso del Plan de la Fernandina, supuso un serio contratiempo para los planes independentistas cubanos.
No obstante, se decidió comenzar la guerra, con o sin condiciones propicias, el domingo 24 de febrero de 1895, un día de carnavales y fiestas populares, para sorprender desprevenidas a las autoridades coloniales españolas y facilitar el inicio de la contienda. Varios de los alzamientos planificados fracasaron, resultando en la muerte o captura de algunos jefes importantes.
Sin embargo, la guerra continuó, con el éxito de los alzamientos en las provincias de Oriente y Las Villas, pero no empezó a tomar verdadera fuerza, hasta los desembarcos de los Hermanos Maceo, Martí y Gómez en el mes de abril. Luego de muchos avatares, los Maceo, Martí y Gómez, junto a otros jefes desembarcados, lograron asumir el mando de las tropas mambisas, que cada día se iban haciendo más numerosas con la incorporación de veteranos y de nuevos reclutas.
En este contexto, dieron inicio la Primera Campaña Oriental, en los primeros días de mayo de 1895 y la Campaña Circular, en junio del mismo año. La primera, comandada por el Lugarteniente General Antonio Maceo y la segunda por el Generalísimo Máximo Gómez. La Batalla de Sao del Indio, tuvo lugar el 31 de agosto de 1895, como parte de la Primera Campaña Oriental, comandada por Maceo.

## Batalla
En este sitio de Guantánamo, 650 mambises al mando de los generales Antonio y José Maceo, combatieron contra una columna enemiga de unos 900 hombres, que tenía el objetivo de capturar o matar a José, pues sabían que se encontraba casi inválido y contaba con solamente 50 hombres de escolta. A pesar de su enfermedad, el General José montó a caballo. Ya había avisado a su hermano, quien, sin perder un minuto, emprendió una terrible marcha, en noche tenebrosa, por pésimos caminos, hasta llegar a las tres de la mañana.
Al amanecer, la columna española emprendió la marcha, pero en el Palmar de Ampudia tuvo que combatir contra una emboscada cubana, situada por el General José. El Brigadier cubano Agustín Cebreco flanqueó al enemigo por la izquierda y llegó hasta el Río Baconao, donde José, en lo alto de la Loma del Trucutú, combatía. Tras nueve horas de combate, los mambises se posesionaron de las alturas de Sao del Indio y obligaron a los hispanos a retroceder con numerosas bajas.
Antonio Maceo ordenó al Brigadier “Periquito” Pérez dejarle libre el paso para hacerla caer en una trampa con explosivos, la cual destrozó la vanguardia, pero el jefe español ordenó continuar avanzando sin ocuparse de muertos ni heridos. En la madrugada del día 2 de septiembre, la fuerza colonial emprendió la marcha hacia la cercana ciudad y los cubanos solo pudieron hostilizar la retaguardia.

## Consecuencias
La victoria de esta importante batalla tuvo como consecuencia la rápida consolidación de las fuerzas cubanas en la guerra que se iniciaba, así como la consecución de importantes victorias militares, la incorporación de gran cantidad de combatientes a las filas mambisas y la obtención de nuevas armas y municiones.
Esta batalla, victoriosa para los cubanos, concluyó la exitosa Primera Campaña Oriental, comandada por el Lugarteniente general Antonio Maceo.
- Datos: Q60034475